# بخش داموه
بخش داموه (به انگلیسی: Damoh district) یک منطقهٔ مسکونی در هند است که در Sagar division واقع شده‌است. بخش داموه ۷٬۳۰۶ کیلومتر مربع مساحت و ۱٬۲۶۴٬۲۱۹ نفر جمعیت دارد.